# Chamada (religião)
Segundo algumas denominações cristãs, chamado é quando, inicialmente, uma pessoa sente dentro de si um impulso  para se dedicar inteiramente à Deus.